# Eyeru Haftu Reda
Eyerusalem Haftu Reda, née le 4 juillet 1999, est une coureuse cycliste éthiopienne. Elle est notamment championne d'Afrique du contre-la-montre par équipe en 2019.

## Palmarès
- 2019
  -  Championne d'Afrique du contre-la-montre par équipes (avec Eyeru Tesfoam Gebru, Selam Ahama Gerefiel et Tsega Beyene)
  -  Médaillée de bronze du contre-la-montre par équipes aux Jeux africains
- 2025
  -  Championne d'Éthiopie sur route

### Classements mondiaux
| Année                                 | 2019 |
| ------------------------------------- | ---- |
| Classement UCI                        | 406e |
|                                       |      |
| Légende : nc = non classéSource : UCI |      |